# Paul Delatte

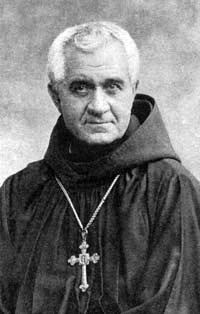
Paul Delatte

Paul Delatte (Jeumont, 27 maart 1848 – Solesmes, 20 september 1937) was een kloosterling van de benedictijnerorde en derde abt van de Sint-Pietersababdij te Solesmes van 1890 tot 1921.

## Biografie

### Jeugd en studies
Paul Delatte werd priester gewijd op 29 juni 1872 en viel al snel op door zijn grote intelligentie die hem voorbestemde tot universitaire studies. Reeds op de leeftijd van 31 jaar hield hij de leerstoel filosofie van de Université Catholique de Lille (te Rijsel). Hij werd doctor in de theologie na een opmerkelijke thesisverdediging.

### Intrede in Solesmes

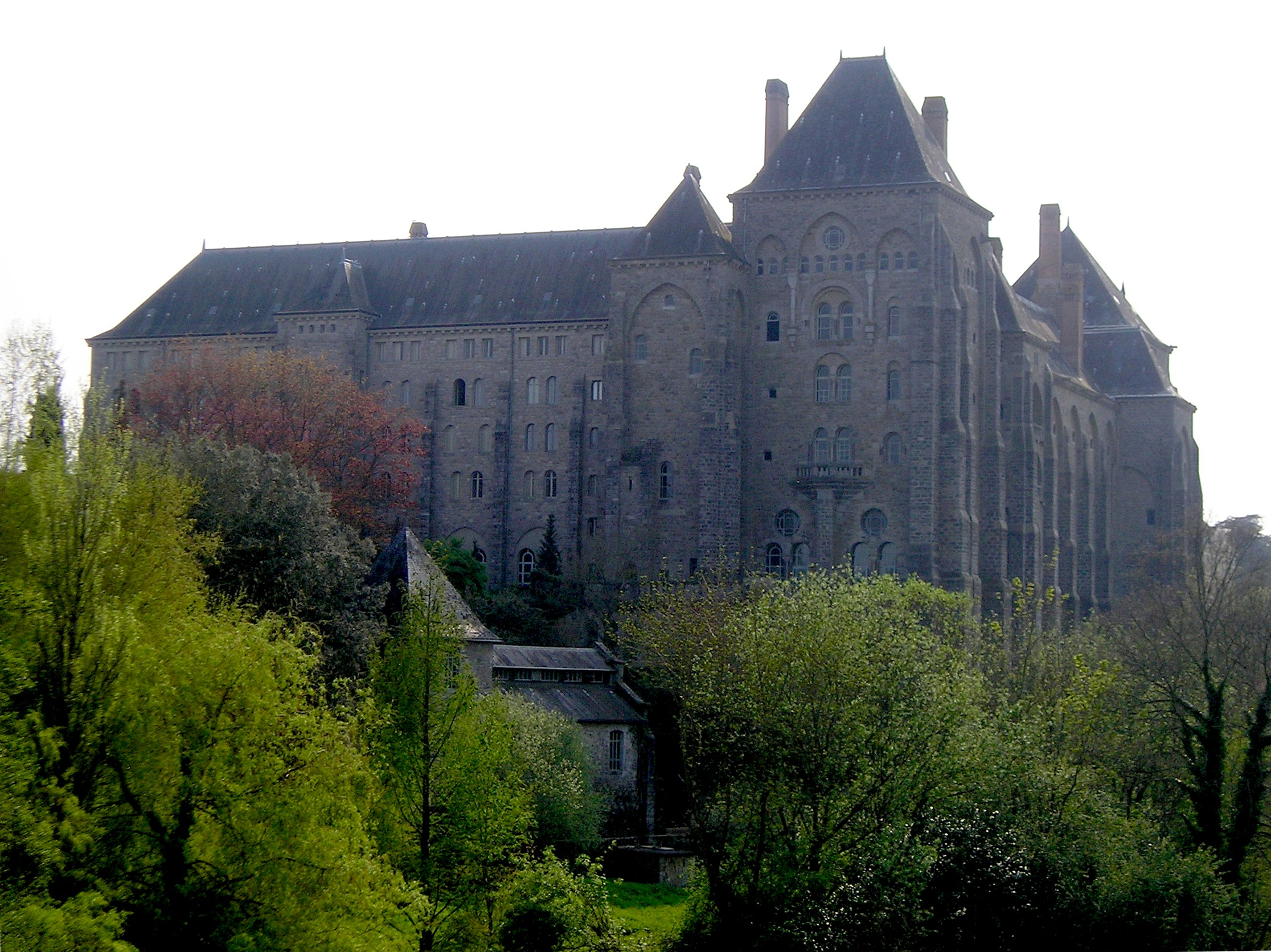
Abdij van Solesmes

Tot verrassing van zijn confraters trad Paul Delatte op 28 september 1883 in in de abdij van Solesmes in het department van de Sarthe. Deze abdij was het centum van de benedictijnse restauratie in Frankrijk. De abt van Solesm was Dom Couturier, die Dom Prosper Guéranger was opgevolgd. Deze laatste had de Benedictijnen hersticht in Frankrijk en overleed in 1875. Dom Delatte deed zijn professie op 21 maart 1885 en werd drie jaar later tot prior verkozen.

### Abbatiaat
Bij de dood van Dom Couturier, op 29 oktober 1890 verkozen de monniken van Solesmes hem als opvolger. Tijdens deze periode leefde de gemeenschap aan de poorten van de abdij ten gevolge van de spectaculaire uitdrijving op 6 november 1880. De dagelijkse officies werden gehouden in de Abdij Sint-Cecilie te Solesmes of in de parochiekerk van Solesmes die grensde aan de abdij.
Op 23 augustus 1895 konden de monniken terug in hun abdij trekken. De derde abt van Solemes vergrootte de abdij die te klein was geworden voor de gemeenschap in volle bloei. Een nieuw refectorium werd in gewijd in 1898 en in dezelfde periode stichtte Solesmes verschillende andere kloosters, waaronder Sint-Anna te Kergonan.
De antiklerikale wetten van 1901 op de verenigingen -in feite een wet gericht tegen de kloosters- dwong Dom Delatte en zijn broeders opnieuw uit het klooster en ze gingen in ballingschap op heteiland Wight. Ze kwamen er aan op 20 september 1901. Nadat ze zeven jaar verbleven hebben op het kasteel van Appuldurcombe vestigde de gemeenschap zich in de voormalige abdij van Quarr die ze herbouwden. Deze periode vormde de herstichting van het abdijleven in het anglicaanse Groot-Brittannië.

### Levenseinde
Dom Delatte trad af als abt in 1921, op de leeftijd van 73 jaar. Door een verlamming was hij niet meer in staat een gemeenschap als deze van Solesmes te leiden. Dom Cozien volgde hem op. Dom Delatte stierf op 20 september 1937, op de leeftijd van 89 jaar en na zestien jaar van een eenvoudige en nederige retraite.

## Werken
- L'Évangile de notre Seigneur Jésus-Christ le Fils de Dieu, Tome 1 et Tome 2 (éd. Abbaye de Solesmes - 544 & 542 pages - ISBN 978-2-85274-008-2)
- Les épîtres de saint Paul (éd. Abbaye de Solesmes - 1408 pages - ISBN 978-2-85274-102-7)
- Vivre l'union à Dieu (éd. Abbaye de Solesmes - 201 pages - ISBN 978-2-85274-247-5)
- Contempler l'Invisible (éd. Abbaye de Solesmes - 126 pages - ISBN 978-2-85274-003-7) - niet meer beschikbaar
- Demeurez Dans Mon Amour (éd. Abbaye de Solesmes - 60 pages - ISBN 978-2-85274-026-6)
- Commentaire Sur la Règle de saint Benoît (éd. Abbaye de Solesmes - 600 pages - ISBN 978-2-85274-092-1)
- La Vie Monastique à l'École de saint Benoît (éd. Abbaye de Solesmes - 64 pages - ISBN 978-2-85274-050-1)
- Le Christ dans saint Paul (éd. Abbaye de Solesmes - 128 pages - ISBN 978-2-85274-100-3)
- Retraite avec Dom Delatte (éd. Abbaye de Solesmes - 96 pages - ISBN 978-2-85274-002-0
- Dom Guéranger, abbé de Solesmes (éd. Abbaye de Solesmes - 946 pages - ISBN 978-2-85274-087-7)